# Yes-People
Yes-People é um curta-metragem de animação islandês de 2020 de Gísli Darri Halldórsson e Arnar Gunnarsson.

## Enredo
Uma mistura eclética de pessoas que enfrentam batalhas diárias em uma manhã.

## Elogios
O curta foi indicado ao Oscar de Melhor Curta de Animação.